# Araucarioxylon arizonicum
Araucarioxylon arizonicum — викопний вид хвойних рослин родини араукарієві (Araucariaceae), що існував протягом тріасового періоду (250-200 млн років тому). Вид відомий по численних скам'янілих стовбурах, що виявлені у формуванні Чінле в Аризоні та суміжних регіонах Нью-Мексико. У Національному парку Скам'янілий ліс численні скам'янілості виду знаходяться на площі 378 км². Тут так багато скам'янілих дерев, що вони були використані як будівельний матеріал місцевим населенням.

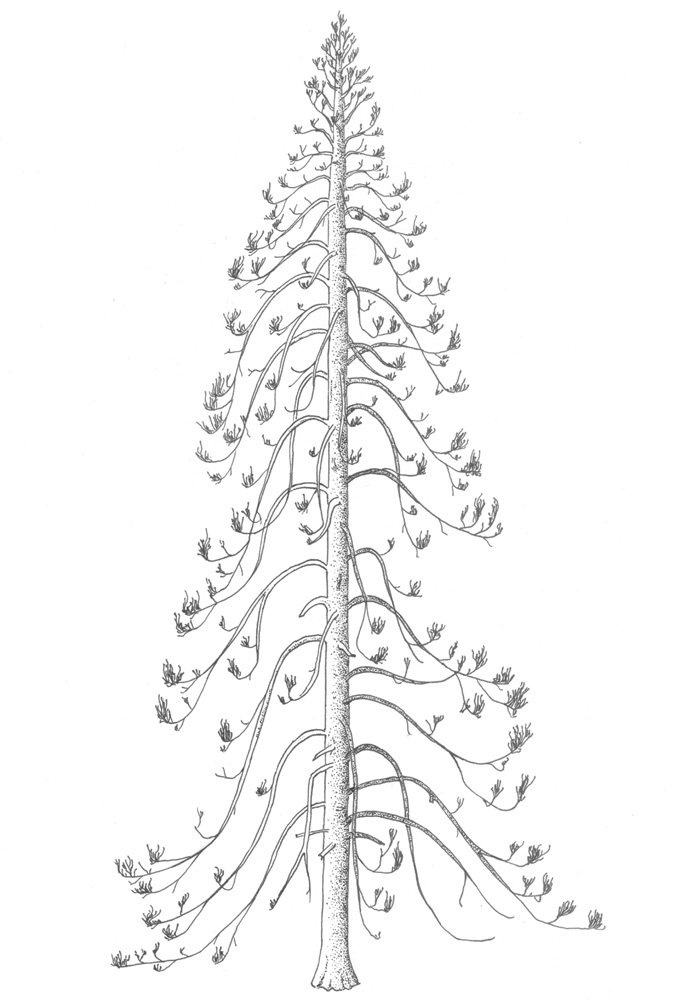
Схематичне зображення виду

## Палеоекологія
У тріасовий період (близько 250 до 200 млн років тому ), територія штату Аризона на тропічній рівнині у північно-західному куті суперконтиненту Пангея. Тут ріс ліс, в якому А. arizonicum сягали заввишки 60 м (200 футів), а стовбур цих дерев сягав 60 см (2,0 фути) в діаметрі. Викопні дерева часто містять ходи личинок комах, можливо, жуків, що схожі на представників сучасної родини Anobiidae.